# 薩斯特魯吉角
薩斯特魯吉角（英語：Cape Sastrugi），是南極洲的海岬，位於維多利亞地的斯科特海岸，處於斯諾維角西北面2.8公里，俯瞰南森冰架北部，由英國探險隊踏足，現時由南極條約體系管理。